# Tara Westover
Tara Westover (Clifton, 27 de setembro de 1986) é uma escritora de memórias, ensaísta e historiadora norte-americana. Em 2019, apareceu na lista de 100 pessoas mais influentes do mundo do ano pela Time.